# Líneas Aéreas Paraguayas
Líneas Aéreas Paraguayas, también conocida como LAP, fue la línea de bandera nacional de Paraguay que prestó sus servicios desde principios de la década de 1960 hasta casi mediados de la década de 1990. Fundada en 1962 cubre varias rutas en América y Europa. 

## Historia

### Nace la aviación comercial paraguaya
La aviación comercial en el Paraguay comenzó con la empresa Paraguayan Air Service (PAS), de corta vida, y por Lloyd Aéreo Paraguayo S.A. (LAPSA). LAPSA llegó a volar entre las principales capitales del Cono Sur, y hacia el Norte, hasta Miami, Nueva York, y Toronto, utilizando un único DC-4 y un par de Curtiss C-46 Commando. Hacia Brasil eran 3 vuelos semanales. Fracasó en el año 1957, después de enfrentar muchas dificultades técnicas y sobre todo, financieras. Un detalle: fue establecida con asociación entre Real Aerovías y empresarios paraguayos. 
Su sucesora fue LAPSA, que operó su primer vuelo con un C-46 el 24 de mayo de 1961, en la ruta Asunción-Curitiba-Sao Paulo (Congonhas). Poco tiempo después, la malla aérea fue ampliada con la inauguración de servicios para Buenos Aires, Montevideo y una extensión más hacia Brasil hasta Río de Janeiro.
En aquella época, el gobierno paraguayo resolvió crear una empresa aérea estatal. Nacía ahí Líneas Aéreas Paraguayas (LAP). Fundada el 17 de noviembre de 1962, -aunque oficialmente por decreto-ley N.º 337 de fecha 18 de marzo de 1963-. LAP conquistó el cielo con 3 Convair 240, matrículas ZP-CDN, ZP-CDO y ZP-CDP adquiridos a Aerolíneas Argentinas, a los que se les adosaron radares meteorológicos, que modificaban sensiblemente la nariz de los aviones.
El 20 de agosto de 1963, fecha oficial del primer vuelo de LAP, dos vuelos especiales y solamente para invitados, partieron de Asunción. El primero despegó para Curitiba, Sao Paulo y Río de Janeiro, operados por ZP-CDO. Los Convair llevaban 6 tripulantes, siendo 3 comisarios de a bordo y 3 tripulantes técnicos. Estaban equipados con 40 asientos. Vuelos comerciales y mismos los regulares solo comenzaron el 18 de octubre de 1963. Rumbo al norte, el vuelo PZ-402 salía a las 6:00 de Asunción, hacía escalas en Curitiba y Sao Paulo Congonhas y llegaba a Río de Janeiro a las 12:40, retornando de vuelta a la base en Asunción a las 18:50 bajo el vuelo PZ-403. Eran 2 frecuencias semanales en esa ruta (martes y sábados), 5 vuelos para Buenos Aires y 3 para Montevideo.
La fundación de LAP colocó a LAPSA en graves problemas. Ambas competían en todas las rutas y LAP, contando con el apoyo del estado paraguayo, siempre llevaba mayor ventaja. Después de mucha lucha, LAPSA fue finalmente despojada el 30 de marzo de 1965. La estatal LAP se quedaba con todo el cielo paraguayo para sí misma.

### Cielo libre para crecer
LAP consolidó sus operaciones. Todo iba bien hasta que el 26 de mayo de 1967, cuando su Convair ZP-CDP fue perdido en un accidente en el aeropuerto de Ezeiza en Buenos Aires, volcándose y saliendo de la pista después de aterrizar, felizmente sin dejar víctimas fatales. Con una flota disminuida, la malla de vuelos se vio afectada en las frecuencias de LAP. Los vuelos para el Brasil, por ejemplo, pasaron de ser operados con apenas una única frecuencia semanal. El accidente dejó claro la necesidad de ampliar y modernizar la flota. Después de un proceso de verificación, LAP optó por aeronaves turbohélices, con costos de operación más económica que los Convair. Adquirió entonces tres Lockheed Electra usados anteriormente por Eastern Airlines, configurados con 87 asientos en una sola clase (ZP-CBX) y 84 asientos en los aviones matriculadas como ZP-CBY y ZP-CBZ. Llevaban 8 tripulantes: 3 técnicos, 3 tripulantes de cabina (TCP) y dos como Jefes de Cabina.

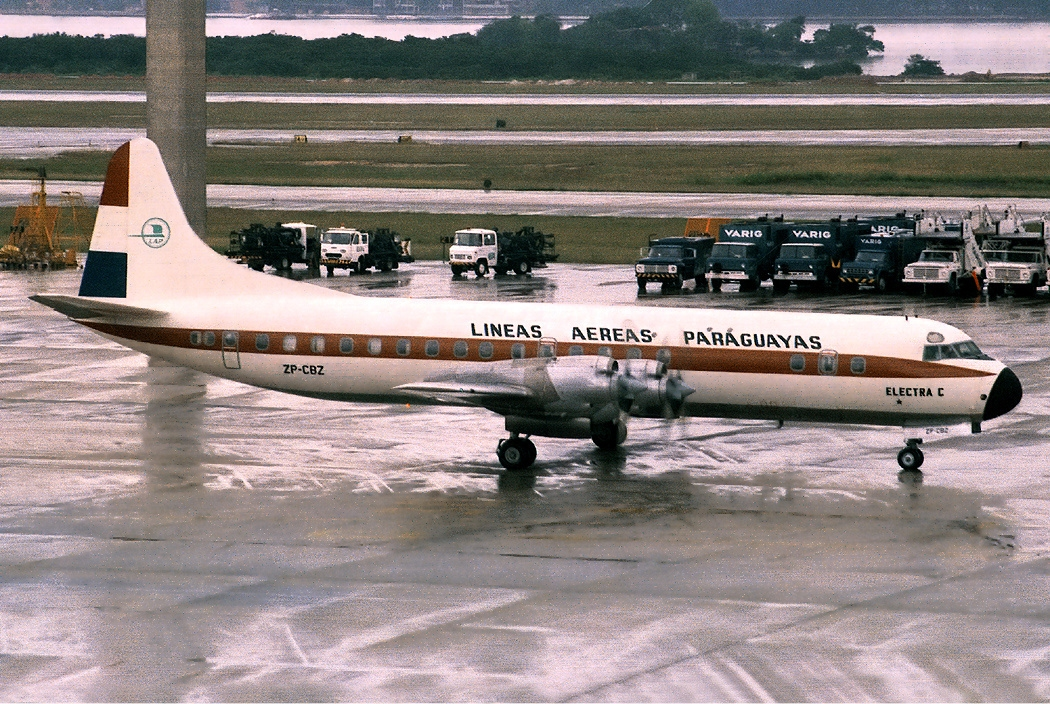
Lockheed L-188 Electra de Líneas Aéreas Paraguayas (1984)

Las tres aeronaves pasaron por minuciosos controles de seguridad, como el Check D (el control más completo que se le hace a un avión) antes de ser entregados. Tripulantes y técnicos de LAP trasladaron las 3 aeronaves el 20 de febrero de 1969. El 26 de febrero de 1969 entraron en operación regular, con 3 frecuencias semanales para Sao Paulo. Una vez por semana, el vuelo seguía para Río de Janeiro, antes de regresar a Asunción. La escala en Curitiba fue abandonada con ese cambio de aeronaves. Después de la llegada de los Electra, el único Convair (ZP-CDO) fue mantenido en operación, hasta el año 1973.
Otra avión veterano fue adquirido para ampliar la flota: un DC-3 (ZP-CCG), que sirvió exclusivamente en la ruta para Santa Cruz de la Sierra en Bolivia, inaugurada en agosto de 1970. El DC-3 y el Convair serían utilizados para la inauguración de nuevas rutas para las ciudades como Salta, Resistencia y Jujuy en la Argentina.

### LAP en la era del jet
El buen servicio ofrecido por los Electra hicieron que LAP tuviera presencia en América Latina. En marzo de 1977, el número de frecuencias semanales para el Brasil ya había aumentado para 5. Pero la empresa quería ir más lejos, uniendo el Paraguay con América del Norte y Europa. La empresa LAP compró dos Boeing 707-321B, usados y adquiridos directamente por la PANAM.

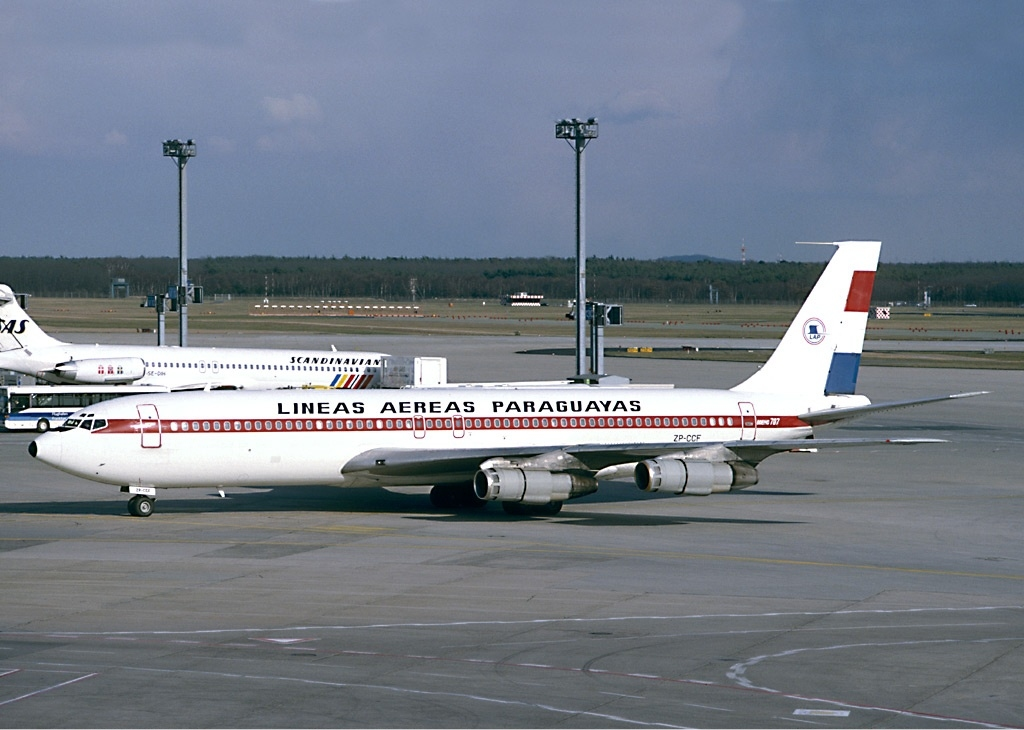
Boeing 707 de Líneas Aéreas Paraguayas (1993)

El primero (ZP-CCE) de 3 que la empresa recibiría, llegó a Asunción el 10 de noviembre de 1978. La configuración interna era de 12 asientos en Primera Clase y 151 en clase Turista. Años después, serían convertidos en una sola clase con 171 asientos.
Con la entrega de los Boeing 707, nuevas rutas fueron inauguradas: el 16 de noviembre de 1978, el vuelo PZ700/PZ701 (Asunción-Lima-Miami y retorno) y el 16 de febrero de 1979, operó el primer vuelo PZ800/PZ801 entre Asunción, Río de Janeiro y Madrid, los martes y jueves rumbo al norte y regresando a América del Sur los días siguientes. Los Electra continuaban operando a Sao Paulo, con vuelos PZ404/PZ405 (Asunción-Sao Paulo Congonhas-Asunción) los lunes, martes y jueves. Los viernes y domingos, esos mismos vuelos continuaban hasta Río de Janeiro.
Los Boeing 707 también inauguraron vuelos sin escalas para Santiago de Chile. El 24 de mayo de 1980, un tercer 707 (ZP-CCG) fue incorporado a la flota de LAP. A partir de octubre de 1980, los vuelos ZP707 pasaron a volar para el aeropuerto de Viracopos en Campinas (90 km de Sao Paulo) los martes, jueves y sábados como vuelos PZ402/PZ403, mientras que los Electra permanecían en operación para Sao Paulo Congonhas con 4 frecuencias semanales (PZ404/PZ405) los martes, jueves, sábados y domingos.
En aquella época, Río de Janeiro dejó de ser servida por LAP con vuelos hacia Europa. En vez de esto, Salvador Bahía entró a operar dentro de la malla aérea de LAP a partir del año 1981. Los vuelos que hacían escalas en esa ciudad eran el PZ800 (martes), siguiendo para Madrid, Bruselas y Frankfurt, el vuelo PZ802 (jueves) para Bruselas y Frankfurt y finalmente los viernes el PZ804 operaba Asunción-Salvador-Madrid. En septiembre de 1982, la escala en Salvador fue sustituido por Recife, en Brasil.

### Adaptaciones forzadas
El 1 de enero de 1985, entró en vigor una norma técnica de la FAA de los EE. UU., que en la práctica, decía que los viejos Boeing 707 como los de LAP estarían técnicamente prohibidos volar para los EE. UU. a no ser que fuesen adaptados estos aviones viejos a poseer silenciadores. El directorio de LAP entonces se vio obligado a optar por abandonar esta ruta a Miami (que respondía el 40% de sus ingresos) o por adecuar con aeronaves más silenciosas. A mediados de 1984, la empresa compró un DC-8-63 con hush-kits (dispositivo que se instala en aviones más antiguos para reducir las emisiones de ruido). La aeronave, matriculada como ZP-CCH, configurada con 14 asientos en Primera Clase y 195 en Económica, llegó a Asunción el 31 de diciembre de 1984 y entró en operación regular para Miami el 1 de enero de 1985.

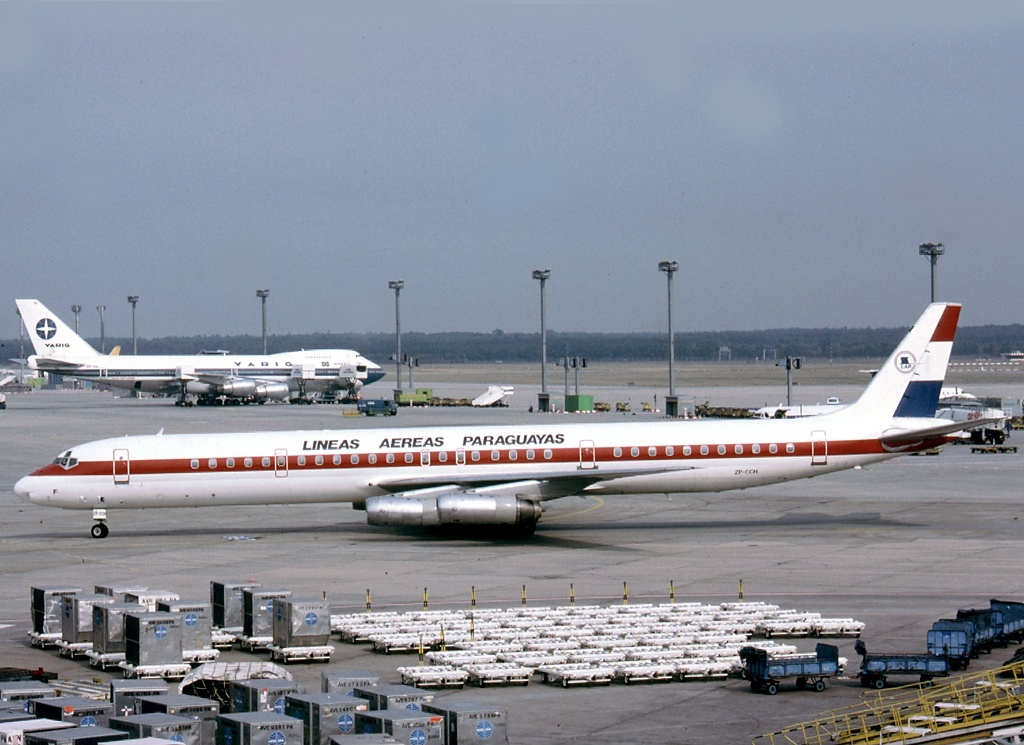
Douglas DC-8-63 de Líneas Aéreas Paraguayas (1988)

El 25 de enero de 1985, fecha de inauguración del Aeropuerto Internacional de Guarulhos, LAP concentró todos sus vuelos de Viracopos y Congonhas en GRU. La empresa pasó a operar los vuelos PZ402/PZ403(Asunción-Sao Paulo GRU- Río de Janeiro Galeao) los martes y jueves. Los sábados y domingos los vuelos PZ404/PZ405 operaban solamente Asunción-Guarulhos, sin continuar hasta Río de Janeiro. La empresa crecía y en 1986 fueron inaugurados vuelos para México: PZ704, sin escalas entre ambas capitales de los dos países. En 1987 fueron inaugurados vuelos para Panamá.
En 1988, la empresa adquirió un segundo DC-8. Esta vez, un modelo de la serie -61- de menor alcance. Matriculado como ZP-CCR, luego ganó como apellido de "Rambo" por la letra final. Esto, porque según comentarios de los pilotos de LAP, el apellido se debía al hecho de que era necesario tener el coraje al más puro estilo Rambo para volar esa máquina. El ZP-CCR se había incorporado para operar, sobre todo para los vuelos hacia Europa. Como el alcance de la serie 61 era limitado, LAP debía hacer escalas previas de reabastecimiento en Tenerife antes de llegar a Madrid. El 25 de febrero de 1988, la empresa sustituyó Tenerife por Dakar, en Senegal.

### Vientos de mudanza y fin
En la noche del 2 de febrero de 1989, el General del Ejército Paraguayo, Andrés Rodríguez dio un golpe de Estado, poniendo fin al gobierno dictatorial de Alfredo Stroessner. Poco tiempo después, las mudanzas ocurridas en el país llegarían a LAP. Auditorias realizadas dieron cuenta de que había funcionarios de más (750 personas) y la calidad de los servicios de LAP empeoraban. El presidente ordenaría en 1989 que la aerolínea se mantuviera utilizando sus propios ingresos.
Incidentes operacionales comenzaron a ocurrir con constante alarmas. En marzo de 1989, el ZP-CCH quebró hidraúlicamente y se salió de la pista del aeropuerto en Asunción. Parecía ser una señal de que, para LAP, había como nubes negras en la proa de la empresa. Un año después, el propio ZP-CCH protagonizó otro incidente mucho más serio: hizo un aterrizaje perfecto pero en un aeropuerto equivocado. La tripulación solamente percibió que habían aterrizado por equivocación en Conakry, Guinea, en vez de Dakar, minutos después de tocar suelo. El 5 de abril de 1990, el ZP-CCR se deslizó por el agua de la pista luego de aterrizar en el Aeropuerto de Ezeiza y salió de la pista, quedando bastante dañado. El 28 de abril, otro error de navegación en África, fue protagonizado por el ZP-CCH, el DC-8 entró en el espacio aéreo de Argelia en un vuelo con destino a Madrid. Fue interceptado en pleno vuelo y obligado a aterrizar en Argel bajo las escoltas de dos MiG-21. La empresa LAP mostraba operacionalmente reflejos de los problemas administrativos que afligían a esta compañía. Esos problemas constantes ahuyentaban cada vez más a los pasajeros.
Paradójicamente, a principios de la década de 1990, al mismo tiempo que LAP entraba en una serie de crisis financiera, alcanzaba también su apogeo operacional: volaba a São Paulo, Río de Janeiro, Recife, Madrid, Bruselas, Frankfurt, Santa Cruz de la Sierra, Santiago de Chile, Montevideo, Buenos Aires y Miami.
El 8 de marzo de 1994, eliminados ya todos los vuelos a Europa tiempo atrás, la empresa dejó de volar (siendo el último viaje de Santiago de Chile a Asunción), cesando así sus operaciones luego de más de 30 años de operaciones. Ese mismo año fue privatizada, siendo adquirida por SAETA, junto con un consorcio de capitales paraguayos. Reinició sus operaciones en febrero de 1995, sin embargo a mediados de 1996, la empresa fue vendida al Grupo TAM, que cambió el nombre de la compañía por el de TAM-Mercosur. 
En marzo de 2008, TAM-Mercosur fue absorbida por la empresa madre, denominándose TAM Paraguay.

### Posible regreso
El 3 de agosto de 2020 el director de la Dirección Nacional de Aeronáutica Civil "DINAC", Ing. Félix Kanazawa, anunció que el Estado readquirió la compañía y por consecuente sus rutas en Las Américas, los Estados Unidos y Europa. El Director también mencionó que aún no se ha tomado una decisión sobre si la empresa será 100% propiedad estatal, pero si ha anunciado que se está planteando una posible reactivación de la extinta aerolínea de bandera paraguaya.

## Antiguos destinos
| Países            | Destinos                | Aeropuertos                                        |
| América del Norte | América del Norte       | América del Norte                                  |
| ----------------- | ----------------------- | -------------------------------------------------- |
| Canadá            | Toronto                 | Aeropuerto Internacional Toronto Pearson           |
| Estados Unidos    | Miami                   | Aeropuerto Internacional de Miami                  |
| Estados Unidos    | Nueva York              | Aeropuerto Internacional John F. Kennedy           |
| México            | Ciudad de México        | Aeropuerto Internacional de la Ciudad de México    |
| América Central   |                         |                                                    |
| Panamá            | Ciudad de Panamá        | Aeropuerto Internacional de Tocumen                |
| América del Sur   |                         |                                                    |
| Argentina         | Buenos Aires            | Aeropuerto Internacional Ministro Pistarini        |
| Argentina         | Jujuy                   | Aeropuerto Internacional Gobernador Horacio Guzmán |
| Argentina         | Resistencia             | Aeropuerto Internacional de Resistencia            |
| Argentina         | Salta                   | Aeropuerto Internacional Martín Miguel de Güemes   |
| Bolivia           | La Paz                  | Aeropuerto Internacional El Alto                   |
| Bolivia           | Santa Cruz de la Sierra | Aeropuerto Internacional Viru Viru                 |
| Brasil            | Curitiba                | Aeropuerto Internacional Afonso Pena               |
| Brasil            | Recife                  | Aeropuerto Internacional de Guararapes             |
| Brasil            | Río de Janeiro          | Aeropuerto Internacional de Galeão                 |
| Brasil            | Salvador de Bahía       | Aeropuerto Internacional de Salvador               |
| Brasil            | São Paulo               | Aeropuerto Internacional de São Paulo-Guarulhos    |
| Colombia          | Bogotá                  | Aeropuerto Internacional El Dorado                 |
| Chile             | Iquique                 | Aeropuerto Internacional Diego Aracena             |
| Chile             | Santiago                | Aeropuerto Internacional Arturo Merino Benítez     |
| Ecuador           | Guayaquil               | Aeropuerto Internacional José Joaquín de Olmedo    |
| Ecuador           | Quito                   | Aeropuerto Internacional Mariscal Sucre            |
| Paraguay          | Asunción                | Aeropuerto Internacional Silvio Pettirossi (HUB)   |
| Perú              | Lima                    | Aeropuerto Internacional Jorge Chávez              |
| Uruguay           | Montevideo              | Aeropuerto Internacional de Carrasco               |
| Europa            |                         |                                                    |
| Alemania          | Fráncfort del Meno      | Aeropuerto de Fráncfort del Meno                   |
| Bélgica           | Bruselas                | Aeropuerto de Bruselas                             |
| España            | Madrid                  | Aeropuerto Adolfo Suárez Madrid-Barajas            |
| España            | Tenerife                | Aeropuerto de Tenerife Sur                         |
| Francia           | París                   | Aeropuerto de París-Charles de Gaulle              |

## Flota histórica
| Aeronaves               | Total | Introducido | Retirado | Matrículas                                     |
| ----------------------- | ----- | ----------- | -------- | ---------------------------------------------- |
| Airbus A310             | 1     | 1995        | 1996     | HC-BRP                                         |
| Airbus A320-200         | 1     | 1995        | 1996     | HC-BUM                                         |
| British Aerospace 146   | 1     | 1992        | 1994     | N146PZ (re-reg. ZP-CCY)                        |
| Boeing 707              | 3     | 1978        | 1994     | ZP-CCE, ZP-CCF y ZP-CCG                        |
| Boeing 737-200          | 2     | 1995        | 1996     | ZP-CAB y ZP-CAC                                |
| Britten-Norman Islander | 1     | 1987        | 1994     | N28BN                                          |
| Convair CV-240          | 3     | 1962        | 1989     | ZP-CDN, ZP-CDO y ZP-CDP                        |
| Curtiss C-46 Commando   | 1     | 1962        | 1963     | ZP-CAB                                         |
| Douglas DC-4            | 2     | 1963        | 1969     | ZP-CAR y LV-GJF                                |
| Douglas DC-8            | 6     | 1984        | 1995     | N8072U, N1804, N8079U, ZP-CCR, N8974U y ZP-CCH |
| Lockheed Constellation  | 1     | 1963        | 1964     | ZP-CAS                                         |
| Lockheed L-188 Electra  | 3     | 1968        | 1994     | ZP-CBX, ZP-CBY y ZP-CBZ                        |
| McDonnell Douglas DC-10 | 3     | 1992        | 1994     | F-BTDB, N602DC y PP-VMX                        |